# 代钦华
代钦华（1985年9月7日—），中国足球运动员，司职前卫，现效力于中甲球队沈阳沈北。

## 俱乐部生涯
- 代钦华出道于沈阳金德青年队，曾经代表沈阳金德（后长沙金德）参加中超联赛。2010年开始，代钦华加盟湖南湘涛，并担任球队的队长一职。

- 2013年1月28日，签约沈阳沈北。[1]

## 国家队生涯
- 代钦华曾效力于杜伊科维奇带队的中国国奥队。